# Дьорті Канза
Дьорті Канза (англ. Dirty Kanza) — гравійний велозаїзд, який проводиться щорічно у літній час у Флінт-Гіллс, у Канзасі. Старт і фініш у місті Емпоріа. У 2018 році гонка мала 2500 зареєстрованих учасників. Організатори гонки відносяться до заїзду як до "Світової прем'єри гравійної дробарки"
Переможці «Дьорті Канзи» отримують пряжку для ременя.

## Курс/Маршрут
Дьорті Канза складається з 5 варіантів різних маршрутів, найдовший з яких складає 563,27 км (350 миль) — це «Дьорті Канза XL» (англ. Dirty Kanza XL), яку впровадили у 2018 році. Інші варіанти: 321,87 км (200 миль) «Дьорті Канза 200» (англ. Dirty Kanza 200), 160,94 км (100 миль) «Половина пінти» (англ. Half Pint), 80,47 км (50 миль) «Лайт» (англ. Lite), і 40 км (25 миль) «Комьюніті Фан Райд» (англ. Community Fun Ride). Кілька років тому також додали гонку виключно для старшокласників.
Спека, вітер та пагорби роблять маршрут непростим. В деякі роки температура повітря на маршруті перевищувала 100 °F (38 °C), в той час як у інші роки був град.